# Контуойто
Контуойто (англ. Contwoyto Lake) — озеро в Канаді, розташоване на межі Нунавуту і Північно-Західних територій. Одне з великих озер Канади — площа водної поверхні 933 км², загальна площа — 957 км², десяте за величиною озеро Нунавуту. Висота над рівнем моря 564 м. Стік із озера на північний захід у річку Бернсайд[джерело?].